# Mi hermano del alma
Mi hermano del alma es una película dramática española, estrenada en la Berlinale el 18 de febrero de 1994. Fue dirigida y coescrita por Mariano Barroso, en el que fue su largometraje de debut, y protagonizada por Juanjo Puigcorbé, Carlos Hipólito y Lydia Bosch.
La película consiguió diversos premios entre los que destacan el Goya de 1994 a Mariano Barroso en la categoría de mejor director novel y el Sant Jordi de 1995 a Juanjo Puigcorbé al mejor actor. Asimismo la película fue premiada en 1994 con el Globo de Cristal del Festival Internacional de Cine de Karlovy Vary.  También fue galardonado Carlos Hipólito en la Semana del Cine Español de Murcia en 1994, con el premio Francisco Rabal en la categoría de mejor actor.
Asimismo Juan Echanove fue nominado al Goya como mejor actor de reparto, galardón que recayó finalmente en Tito Valverde por su trabajo en la película Sombras en una batalla.

## Sinopsis
Tras muchos años de separación, Toni reaparece en la vida de su hermano Carlos. Éste es un joven ambicioso dedicado a los seguros que está felizmente casado Julia (exmujer de su hermano Toni). Carlos le propone a su hermano ir juntos a  un viaje de negocios para ayudarle a vencer a un rival. Aunque ambos inician el viaje con la idea de reconciliarse, Toni le demuestra a Carlos que puede convertir su vida en un infierno. La tensión entre ambos se irá incrementando hasta llegar a la violencia.

## Reparto
| Intérprete            | Personaje          |
| --------------------- | ------------------ |
| Juanjo Puigcorbé      | Toni               |
| Carlos Hipólito       | Carlos             |
| Lydia Bosch           | Julia              |
| Juan Echanove         | Sebastián          |
| Chema Muñoz           | Doctor             |
| Walter Vidarte        | Alberto            |
| Roberto Cairo         | Fotógrafo          |
| Janfri Topera         | Aparcacoches       |
| Josu Ormaetxe         | Amigo              |
| Ana Goya              | Amiga              |
| Iñaqui Zurbano        | Portero            |
| Ites Menéndez         | Enfermera 1        |
| Paloma Catalán        | Enfermera 2        |
| Manuel Millán         | Enfermero          |
| Celia Bermejo         | Enfermera 3        |
| Pep Cortés            | Apostador          |
| Paco Catalá           | Capataz            |
| Chete Guzmán          | Albañil 1          |
| Emilio del Valle      | Albañil 2          |
| Pedro Casablanc       | Guardia Civil      |
| Anna Azcona           | Inma               |
| Xus Estruch           | Sully              |
| Roser Camí            | Ania               |
| Isabel Malvar         | Lucy               |
| María José Lebrero    | Recepcionista      |
| Mònica Glaenzel       | Sofía              |
| Jordi Sánchez         | Claudio            |
| Jordi Mollà           | Vendedor           |
| Montse Esteve         | Vendedora 1        |
| Camilo Rodríguez      | Ángel              |
| Lali Barenys          | Vendedora 2        |
| Manel Dueso           | Camarero           |
| José Antonio Vilasaló | Nadador            |
| Pep Planas            | Mozo Flores        |
| Jaume Mallofré        | Vigilante          |
| Miquel Cors           | Riera              |
| Artur Trias           | Capmany            |
| Carmen Balagué        | Limpiadora         |
| Ricard Borràs         | Médico Cruz Roja   |
| Judas Sanz            | Músico Restaurante |